# 两岸党对党干部交流
两岸党对党干部交流是中国国民党计划与中国共产党开展的干部交流活动，这是对连战访问大陆时，与胡锦涛会谈后共同发布的新闻公报中“将共同建立两党定期沟通平台，包括开展不同层级的党务人员互访等”的具化。

## 经过
2005年8月16日，中国国民党主席连战在记者会上表示，“两岸党对党干部交流”活动即将展开。参访成员预计每个县市以30名为限，成员目前局限于国民党干部，如党务、行政、社会、社团农渔等干部。未来将逐步扩大到非国民党党员，包括关心两岸发展的人士。他还表示：“希望党对党干部交流不仅仅是沟通、交换意见与增加友谊，更希望通过访问促进两岸的文化、经贸交流等。” 

### 第一阶段
又名“大顺项目”计划。从8月底开始，由国民党县市党部主委率领党务人员、地方社团领袖及工商界人士，分别与大陆由各地市委书记主导的6个城市展开对口交流。首批交流的具体规划是：基隆市对宁波市、新竹市对苏州市、台中市对厦门市、彰化县对青岛市、台南市对深圳市、高雄县对福州市。
彰化县党部主委许福明表示，县党部访问团预定29日出发，成员除农渔会干部、工商界人士外，尚包括大学校长等学术界人士，将与大陆大学缔结姐妹校。另县议会议长、彰化县党籍立委也可能随行。

### 第二阶段
将有10个县市交流。

### 第三阶段
交流将包含台北市与高雄市，国民党21县市党部全面和大陆21个城市搭起交流平台。

## 评价
- 《中华日报》：这凸显了国民党两岸政策顺应“和平与和解”的世界核心价值，反衬出民进党当局以意识形态“锁国”，将使台湾沦为“国际经贸孤儿”。